# Schistostega
Schistostega, rod pravih mahovina iz porodice Schistostegaceae, danas uključena u red Dicranales. Postoji jedna ili dvije vrste raširene po sjevernoj polutki zemlje (Sjeverna Amerika i Euroazija).
Prilagodila se rastu po tamnim mjestima, i u uvjetima slabog osvjetljenja koristi sferne stanice u protonemu koje djeluju kao leće, skupljajući i koncentrirajući čak i najslabiju svjetlost, što joj daje zelenkasto-zlatni sjaj, zbog čega je u eng. jeziku poznata kao zlato goblina, zmajevo zlato, svjetlucava mahovina ili luminescentna mahovina. 

## Vrste
1. Schistostega fulva (Hook.) Arn.
2. Schistostega pennata Weber & D.Mohr, 1803